# غاي بينيت
غاي بينيت (بالإنجليزية: Guy Bennett)‏ (مواليد 1960 في لوس أنجلوس) هو مترجم وكاتب أمريكي.

## السيرة الذاتية
ولد جاي بينيت في لوس أنجلوس. ودرس الفن والموسيقى واللغات والأدب، وحصل على درجة الدكتوراه في الأدب الفرنسي من جامعة كاليفورنيا في لوس أنجلوس (UCLA) عام 1993.

## وصلات خارجية
- الموقع الرسمي